# 細體紋胸鮡
細體紋胸鮡（学名：Glyptothorax gracilis），為輻鰭魚綱鯰形目鮡科的其中一種，為熱帶淡水魚類，分布於亞洲印度喜馬偕爾邦及尼泊爾淡水流域，體長可12.7公分，棲息在底中層水域，生活習性不明。